# Nordend-Ost
Nordend-Ost, Frankfurt-Nordend-Ost – 7. dzielnica (Stadtteil) miasta Frankfurt nad Menem, w Niemczech, w kraju związkowym Hesja. Należy do okręgu administracyjnego Innenstadt III.